# Stromberg (Hunsrück)
Pour les articles homonymes, voir Stromberg.
Stromberg est une municipalité allemande située dans le land de Rhénanie-Palatinat et l'arrondissement de Bad Kreuznach.

## Notes et références

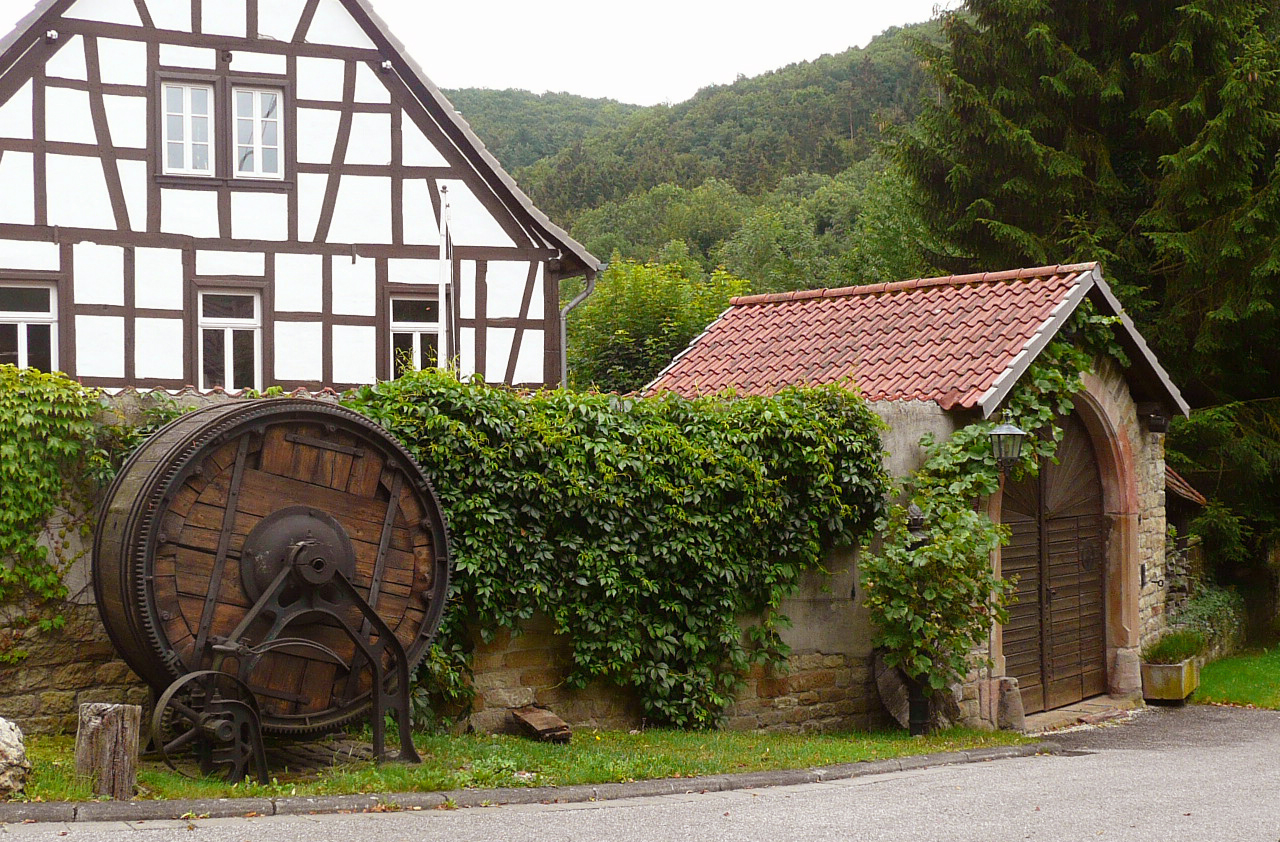
Ancienne tannerie en 2011, devenue restaurant gastronomique.